# Sheezus
Sheezus è il terzo album in studio della cantante britannica Lily Allen, pubblicato nel Regno Unito il 5 maggio 2014 e il 6 maggio 2014 nel resto del mondo.

## Tracce
1. Sheezus – 3:54 (Lily Allen, Dacoury Natche)
2. L8 CMMR – 3:24 (Lily Allen, Greg Kurstin)
3. Air Balloon – 3:48 (Lily Allen, Shellback)
4. Our Time – 4:19 (Lily Allen, Greg Kurstin)
5. Insincerely Yours – 3:39 (Lily Allen, Greg Kurstin)
6. Take My Place – 3:31 (Lily Allen, Greg Kurstin, Karen Poole)
7. As Long as I Got You – 3:23 (Lily Allen, Greg Kurstin, Karen Poole)
8. Close Your Eyes – 3:36 (Lily Allen, Greg Kurstin)
9. URL Badman – 3:39 (Lily Allen, Greg Kurstin)
10. Silver Spoon – 3:37 (Lily Allen, Greg Kurstin)
11. Life for Me – 4:00 (Lily Allen, Greg Kurstin, Karen Poole)
12. Hard out Here – 3:31 (Lily Allen, Greg Kurstin)
13. Interlude – 1:38 (Benjamin Garrett, Lily Allen)
14. Somewhere Only We Know (Bonus Track) – 3:28 (Tom Chaplin, Richard Hughes, Tim Rice-Oxley) – originariamente interpretata dai Keane